# Hordeum comosum
Hordeum comosum är en gräsart som beskrevs av Jan Svatopluk Presl. Enligt Catalogue of Life ingår Hordeum comosum i släktet kornsläktet och familjen gräs, men enligt Dyntaxa är tillhörigheten istället släktet kornsläktet och familjen gräs. Arten förekommer tillfälligt i Sverige, men reproducerar sig inte. Inga underarter finns listade i Catalogue of Life.